# Kępica
Kępica [kɛmˈpit͡sa] (tiếng Đức: Kambz) là một ngôi làng thuộc khu hành chính của Gmina Świerzno, thuộc quận Kamień, West Pomeranian Voivodeship, ở phía tây bắc Ba Lan. Nó nằm khoảng 4 kilômét (2 mi)   phía nam wierzno, 14 km (9 mi) phía đông Kamień Pomorski và 64 km (40 mi) về phía đông bắc của thủ đô khu vực Szczecin.
Trước năm 1637, khu vực này là một phần của Duchy of Pomerania. Đối với lịch sử của khu vực, xem Lịch sử của Pomerania.